# Amanda Collin
Amanda Collin (født 4. marts 1986) er en dansk skuespiller.
Hun har vundet både en Bodil i kategorien Bedste kvindelige hovedrolle og en Robert i kategorien
Årets kvindelige hovedrolle for sin rolle i filmen En frygtelig kvinde i 2018.

## Filmografi

### Film
| År   | Titel               | Rolle       | Noter |
| ---- | ------------------- | ----------- | ----- |
| 2014 | Ækte vare           | Line        |       |
| 2016 | Flaskepost fra P    | Rakel       |       |
| 2017 | Underverden         | Amanda      |       |
| 2017 | En frygtelig kvinde | Marie       |       |
| 2019 | Undtagelsen         | Malene      |       |
| 2019 | Harpiks             | Roald       |       |
| 2023 | Bastarden           | Ann Barbara |       |

### TV-serier
| År        | Titel                       | Rolle      | Noter                   |
| --------- | --------------------------- | ---------- | ----------------------- |
| 2011-2017 | Sjit Happens                | Lærke      | Flere episoder, sæsoner |
| 2016      | Ditte & Louise              | Ekspedient | Sæson 2, Episode 4      |
| 2016      | Bedre skilt end aldrig      | Charlotte  | Episode 3, 6, 7 og 8    |
| 2017      | Mercur                      | Regitze    |                         |
| 2018      | Theo & Den Magiske Talisman | Oraklet    | Julekalender            |
| 2020      | Raised by wolves            | Mother     |                         |